# Freya Tingley
Freya Tingley (Perth, 26 de março de 1994) é uma atriz australiana, conhecida pela participação na série Hemlock Grove.